# Alma (Fluss)
Die Alma (ukrainisch und russisch Альма, Алма) ist ein Fluss auf der Krim.
Sie ist etwa 83 km lang, hat ein Einzugsgebiet von 635 km² und mündet zwischen Jewpatorija und Sewastopol in das Schwarze Meer. Der Fluss fällt in der Regel 2 Monate im Jahr trocken, in Dürrejahren sogar bis zu 6 Monate. Am Unterlauf wird Flusswasser zu Bewässerungszwecken abgeleitet. Im Tal der Alma werden Äpfel angebaut.
Alma ist krimtatarisch und bedeutet „Apfel“. In der Nähe des Flusses fand am 20. September 1854 im Krimkrieg eine Schlacht zwischen russischen Truppen und den Truppen der Verbündeten Franzosen, Briten und Türken statt.